# Gnaeus Afranius Dexter

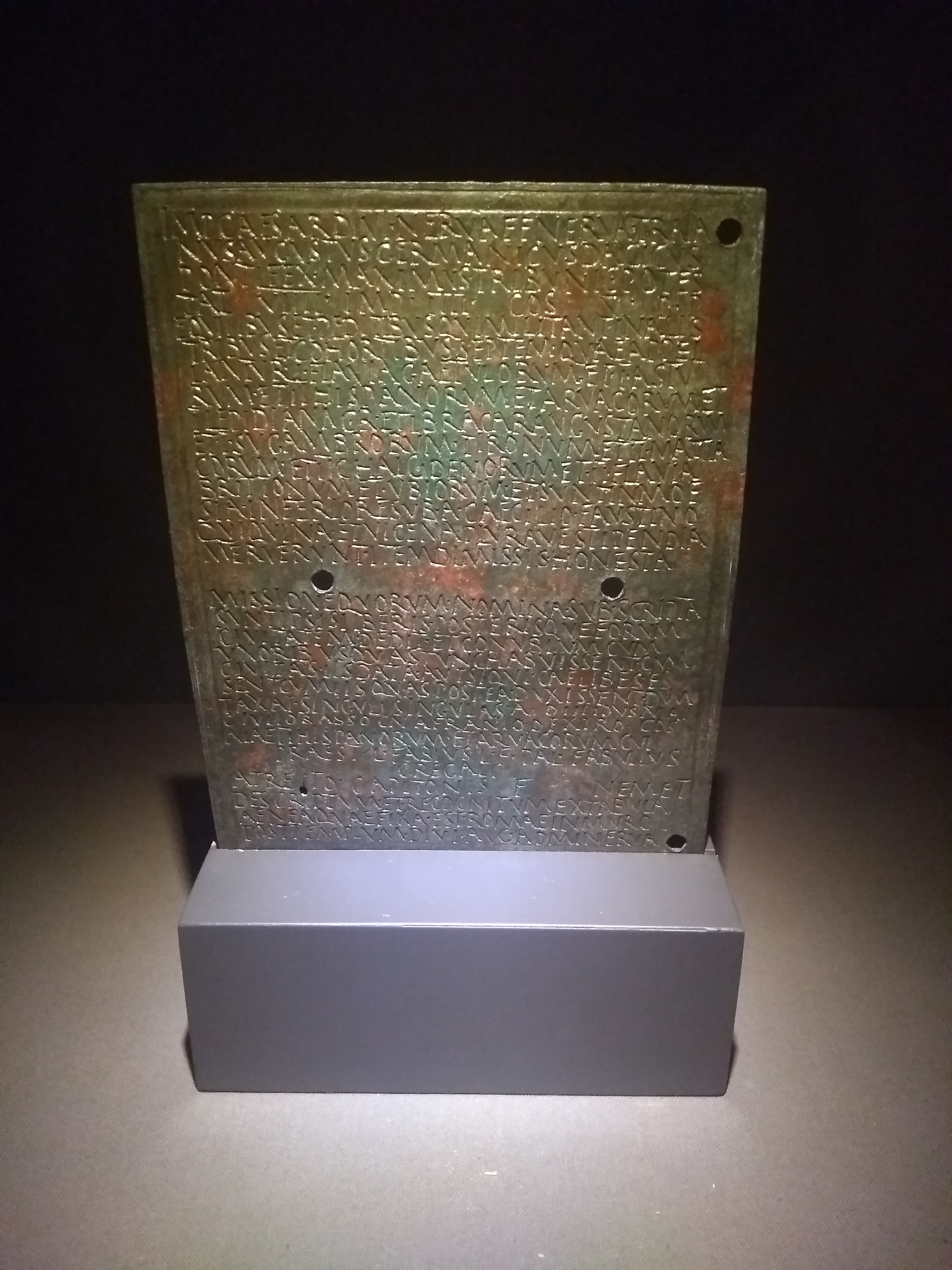
Eines der Militärdiplome vom 13. Mai 105 n. Chr.

Gnaeus Afranius Dexter war ein im 2. Jahrhundert n. Chr. lebender römischer Politiker.
Durch Militärdiplome, die z. T. auf den 13. Mai 105 datiert sind, ist belegt, dass Dexter 105 zusammen mit Gaius Iulius Quadratus Bassus Suffektkonsul war. Darüber hinaus werden die beiden Konsuln auch in den Fasti Ostienses aufgeführt.
In einem Brief (Epistulae V, 13, 4) von Plinius wird erwähnt, dass Dexter als consul designatus im Senat sprach. Durch einen weiteren Brief (Epistulae VIII, 14, 12) von Plinius ist belegt, dass er entweder durch eigene Hand starb oder ermordet wurde.